# Limnebius fretalis
Limnebius fretalis är en skalbaggsart som beskrevs av Henri de Peyerimhoff 1913. Limnebius fretalis ingår i släktet Limnebius och familjen vattenbrynsbaggar. Inga underarter finns listade i Catalogue of Life.